# Маткевич, Андрей Анатольевич
Андре́й Анато́льевич Матке́вич (укр. Андрій Анатолійович Маткевич; 11 января 2005, Кировоград) — украинский футболист, полузащитник киевского «Динамо», выступающий на правах аренды за луганскую «Зарю».

## Клубная карьера
Маткевич начал свою футбольную карьеру в 2018 году в академии клуба «Диназ», а с 2020 по 2024 год продолжал обучение в академии киевского «Динамо». С сезона 2022/23 он выступал за юношескую команду «Динамо» U-19. 12 марта 2024 года впервые попал в заявку основной команды на матч Премьер-лиги Украины против луганской «Зари», однако провёл весь матч на скамейке запасных.
В январе 2025 года стало известно о его аренде в «Зарю», и 5 марта 2025 года он официально присоединился к луганскому клубу. Дебютировал за «Зарю» 20 апреля 2025 года в выездном матче 25-го тура Премьер-лиги Украины против «Кривбаса», выйдя на поле на 80-й минуте.

## Карьера в сборной
Маткевич начал выступления за юношеские сборные Украины в 2021 году. Он провёл 6 матчей за сборную U-17, 6 матчей за U-19 и 2 матча за U-20.

## Семья
Сын украинского футболиста Анатолия Маткевича.